# Imperfetto (album)
Imperfetto (scritto anche Impeяfetto) è il decimo album in studio di Povia, pubblicato il 29 gennaio 2021, il secondo totalmente autoprodotto.

## Descrizione
Il titolo allude proprio all'autoproduzione e alle leggere imperfezioni che emergono dalle registrazioni effettuate in cantina.
L'album rappresenta il seguito ideale di Nuovo Contrordine Mondiale, rilasciato cinque anni prima.
Infatti la tracklist abbonda di canzoni sulla situazione economica italiana e mondiale, con qualche concessione ai sentimenti, proprio come avvenuto nel lavoro del 2016.
I singoli di lancio sono stati Torneremo Italia, Cameriere e Immigrazìa, ed è da segnalare Italia ciao, una rilettura della celebre Bella ciao.
L'album è disponibile sui canali ufficiali dell'artista e in un pacchetto che include anche la basi, le tracce in alta qualità, il libretto dei testi e immagini dalle registrazioni.

## Tracce
1. Torneremo Italia – 4:09
2. Non so cos'è l'amore – 2:58
3. Tutto cambierà – 3:26
4. Come Dio – 3:54
5. Fanculo il debito – 2:43
6. 2011 – 3:19
7. Brutto sogno – 3:32
8. Cameriere – 3:23
9. Dito medio – 3:53
10. Immigrazìa – 3:32
11. Italia ciao – 2:49
12. Natale per l'eternità – 3:25